# بريان تايلور
بريان تايلور (بالإنجليزية: Bryan Taylor)‏ (23 يوليو 1975 بهانفورد في الولايات المتحدة - ) هو لاعب كرة قدم أمريكي في مركز الهجوم. لعب مع لوس أنجلوس غلاكسي وميامي فيوشن وتشارلستون بيتري وCentral Coast Roadrunners ‏ وSan Francisco Seals (soccer) ‏ وStanislaus County Cruisers ‏.

## وصلات خارجية
- بريان تايلور على موقع الدوري الأمريكي (الإنجليزية)
- بريان تايلور على موقع قاعدة بيانات كرة القدم.إي يو (الإنجليزية)